# Четвинд-Толбот, Чарльз, 20-й граф Шрусбери

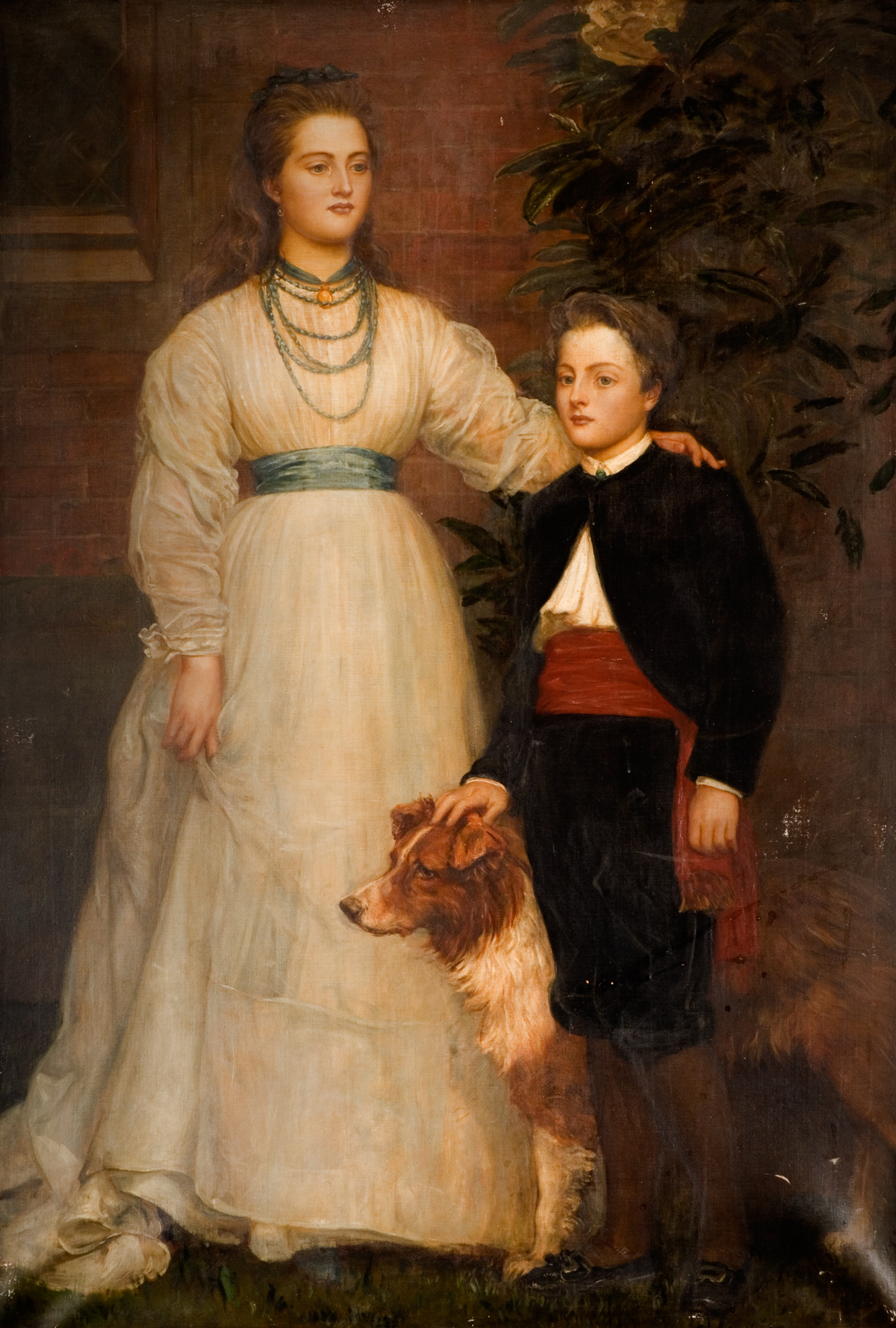
Чарльз Толбот со старшей сестрой Терезой

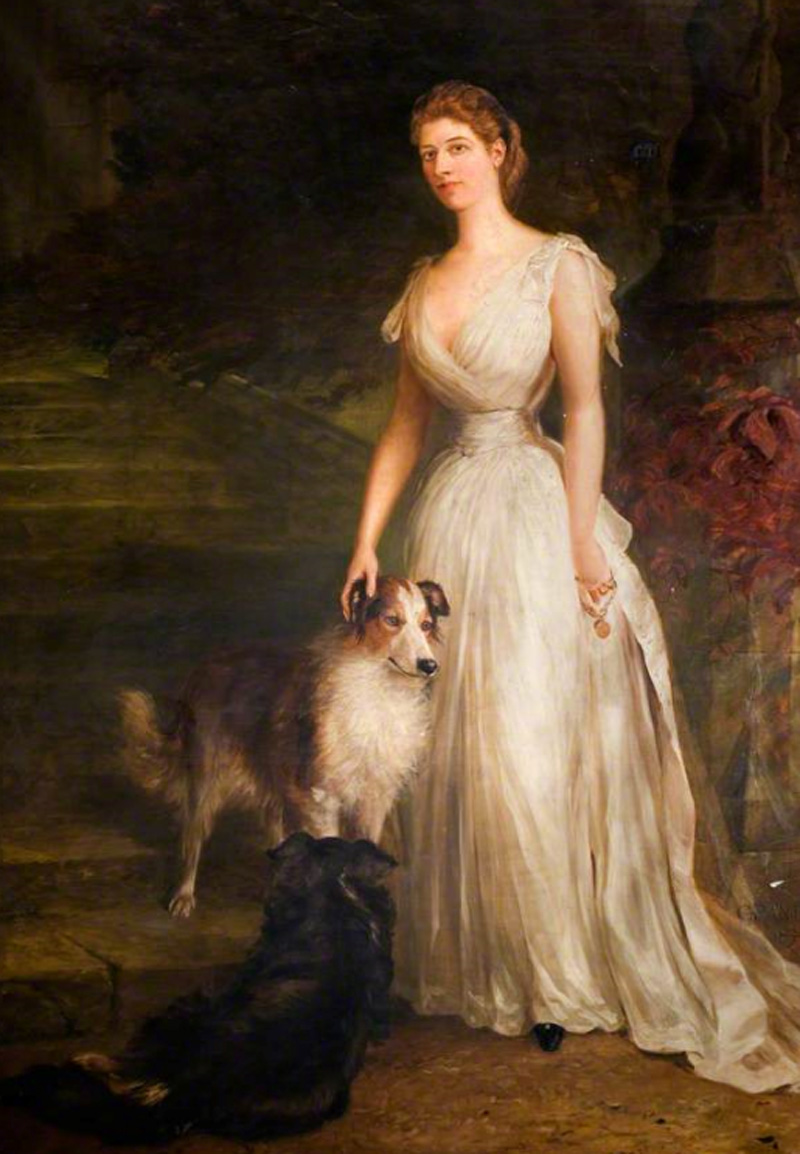
Эллен, жена графа Шрусбери, 1894 год

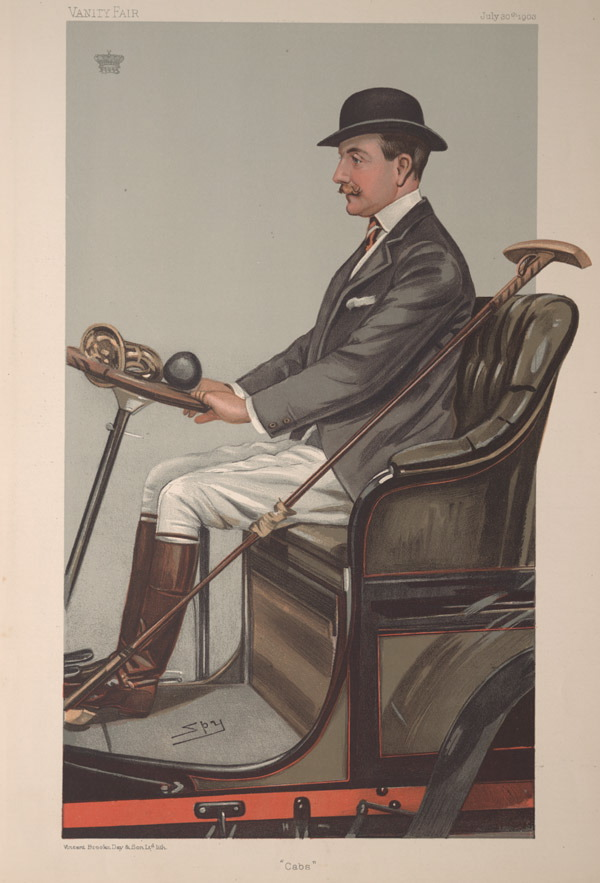
Карикатура на Чарльза Толбота, графа Шрусбери, 1903 год

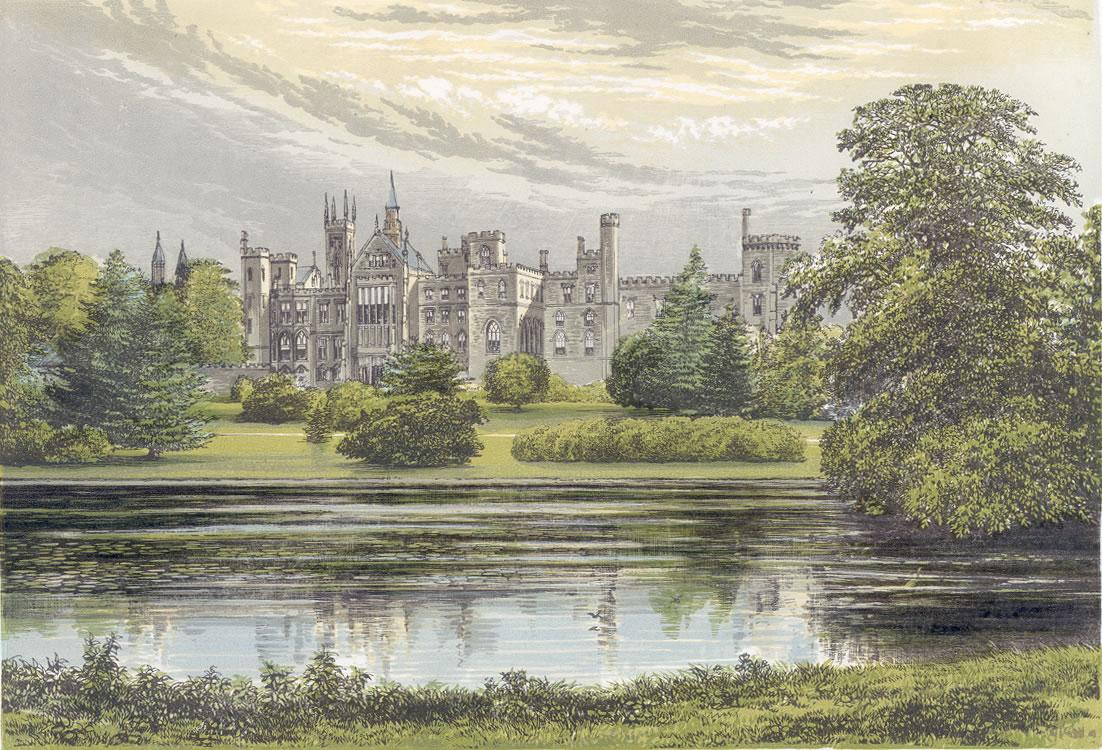
Элтон-Тауэрс, 1880 год

Майор Чарльз Генри Джон Четвинд-Талбот, 20-й граф Шрусбери, 20-й граф Уотерфорд, 5-й граф Талбот (англ. Charles Henry John Chetwynd-Talbot, 20th Earl of Shrewsbury, 20th Earl of Waterford, 5th Earl Talbot; 13 ноября 1860 — 7 мая 1921) — английский аристократ и пэр. С 1868 по 1877 год носил титул учтивости — виконт Ингестре.

## Ранняя жизнь
Родился 13 ноября 1860 года в Итон-Плейс, Белгрейвия, Лондон. Единственный сын Чарльза Четвинда-Толбота, 19-го графа Шрусбери и 4-го графа Толбота (1830—1877), и Анны Терезы Кокерелл (1836—1912). Его дед, Генри Четвинд-Толбот, 18-й граф Шрусбери (1803—1868), унаследовал титулы графа Шрусбери и графа Уотерфорда после смерти своего дальнего родственника, Бертрама Толбота, 17-го графа Шрусбери, и должен был доказать свои претензии на эти титулы в Палате лордов Великобритании, продемонстрировав своё происхождение от Джона Толбота, 2-го графа Шрусбери и 2-го графа Уотерфорда (ок. 1417—1460).

## Наследование
11 мая 1877 года после смерти своего отца 16-летний Чарльз Четвинд-Толбот унаследовал титулы 20-го графа Шрусбери, 20-го графа Уотерфорда, 20-го лорда-стюарда Ирландии, 5-го графа Толбота, 5-го виконта Ингестре и 7-го барона Толбота.

## Образование и брак
Чарльз Толбот получил образование в Итонском колледже (Виндзор, графство Беркшир) и унаследовал родовые титулы и земли, когда ему былов сего шестнадцать лет. В возрасте 19 лет он сбежал с пожилой замужней женщиной, урождённой Эллен Палмер-Морвуд (ум. 23 августа 1940), женой простолюдина Альфреда Эдварда Миллера Манди (1849—1920) из Шипли-Холла, за которого она вышла замуж в 1873 году. Эллен была дочерью Чарльза Роуленда Палмера-Морвуда (1819—1873) и внучкой адмирала Джорджа Энсона Байрона, 7-го барона Байрона (кузена поэта лорда Байрона, 6-го барона Байрона), и уже имела дочь, Эвелин Хестер Манди.
21 июня 1882 года Чарльз Четвинд-Толбот, 20-й граф Шрусбери, женился на Эллен Мэри Палмер-Морвуд, от брака с которой у него было двое детей:
- Чарльз Джон Элтон Четвинд-Толбот, виконт Ингестре (8 сентября 1882 — 8 января 1915), родился через три месяца после брака своих родителей. Виконт Ингестре с апреля 1904 года был женат на леди Уинифред Констанс Хестер Пэджет (1881 — 18 апреля 1965), дочери лорда Александра Виктора Пэджета и достопочтенной Хестер Стэплтон-Коттон (1851—1930). У супругов было четверо детей:
  - Леди Урсула Уинифред Четвинд-Толбот (12 сентября 1907 — 26 августа 1966), 1-й муж с 1930 года Гектор Стюарт (ум. 1935), 2-й муж с 1942 года Майкл Бертон Стюарт (ум. 1962), развод в 1952 году. 3-й муж с 1954 года Патрик Гамильтон (1904—1962), сын Уолтера Бернарда Гамильтона, 4-й муж с 1964 года доктор Уильям Леонард Джеймс (ум. 1966).
  - Леди Виктория Одри Беатриче Четвинд-Толбот (род. 13 марта 1910), 1-й муж с 1932 года Эдвард Джон Стэнли, 6-й барон Шеффилд (1907—1971), развод в 1936 году. Вторично в 1945 году вышла замуж за Гвина Райса Фрэнсиса Морриса (ум. 1982)
  - Леди Джоан Четвинд-Толбот (30 октября 1911 — 2 июня 1974), жена с 1937 года Фрэнсиса Говарда Бикертона (ум. 1954)
  - Джон Джордж Чарльз Генри Элтон Александр Четвинд Четвинд-Толбот, 21-й граф Шрусбери (1 декабря 1914 — 12 ноября 1980)
- Нелли Виола Кастлия Флоренс Четвинд-Толбот (3 июля 1885 — 23 июля 1951). Её первым мужем в сентябре 1907 года стал коммандер Реджинальд Эдвард Гор (ум. 1963), сын генерал-лейтенанта Эдварда Артура Гора. Супруги развелись в 1916 году. В августе 1916 года она вторично вышла замуж за Уолтера Арнольд Кондуит (ум. 1956). Оба брака были бездетными.

## Государственные должности и награды
Будучи наследственным лордом-стюардом Ирландии, 20-й граф Шрусбери принимал участие в коронации королей Эдуарда VII и Георга V. Сопровождал Эдуарда VII во время государственного визита в Дублин в июле 1903 года. Был сделан рыцарем-командором Королевского Викторианского ордена. В 1892 году он был назначен высшим стюардом города Стаффорд.

## Конные интересы
Граф Шрусбери вступил в поло-клуб в 1893 году. В 1895 году он основал стаффордширский поло-клуб в своём доме, Ингестре-Холле. В этом поло-клуб входили Чарльз Стэнхоуп, 8-й граф Харрингтон, Элджернон Бернаби, капитан Дейли Фергюссон, капитан достопочтенный Роберт Гренвилл, Джеральд Харди, Альберт Джонс, капитан Венди Джонс, Эдвард и Джордж Миллеры, Норман Никаллс, Бертрам Портал, капитан Гордон Рентон, Джаспер Селвин и Джон Рид Уолкер.

## Хэнсомские кэбы
В течение многих лет Чарльз Четвинд-Толбот был владельцем хэнсомских кэбов с монограммой «S.T» (Шрусбери и Толбот). Он был первым владельцем, который имел кэбы, оснащенные бесшумными шинами, работающими в Лондоне и Париже.
Летом 1884 года 23-летний граф Шрусбери начал свой бизнес в Вестминстере (Лондон), руководя 35 построенными Фордером хэнсомскими кэбами с резиновыми колесами. Каждый из этих кэбов имел нарисованную над боковыми окнами монограмму S.T., увенчанную короной, а поскольку колеса были бесшумные, для предупреждения прохожих о приближении экипажа лошадям были подвешены маленькие колокольчики. Кэбы Шрусбери-Талбота превосходили остальные кэбы во всех отношениях, и сразу завоевали популярность у публики, чего нельзя сказать о других извозопромышленниках.

## Автомобилестроение
В ноябре 1900 года Чарльз Четвинд-Толбот основал другую компанию Shrewsbury S T and Challiner Tyre Company Limited, которая стала заниматься производством и продажей изделий из резины для такси, автомобилей, лошадей, автомобилей, велосипедов, автомобилей, шин, труб и кабелей. В декабре 1903 года он был вызван в суд по иску компании Dunlop Rubber за ввоз шин Michelin, как «владелец бизнеса, известного как дом Толбот в Лондонском Лонг Акр, управляемом господином Вигелем».
В марте 1901 года граф Шрусбери сформировал британский Автомобильный коммерческий синдикат «British Automobile Commercial Syndicate Limited». Первым председателем синдиката стал сам граф.
В 1909 году он основал компанию «Homoil Trust Limited», созданная для приобретения и разработки различных патентов на производство более дешевого отечественного и более эффективного заменителя бензина из каменноугольной смолы. В конце 1910 года она была добровольно ликвидирована.

## Автомобили Толбота

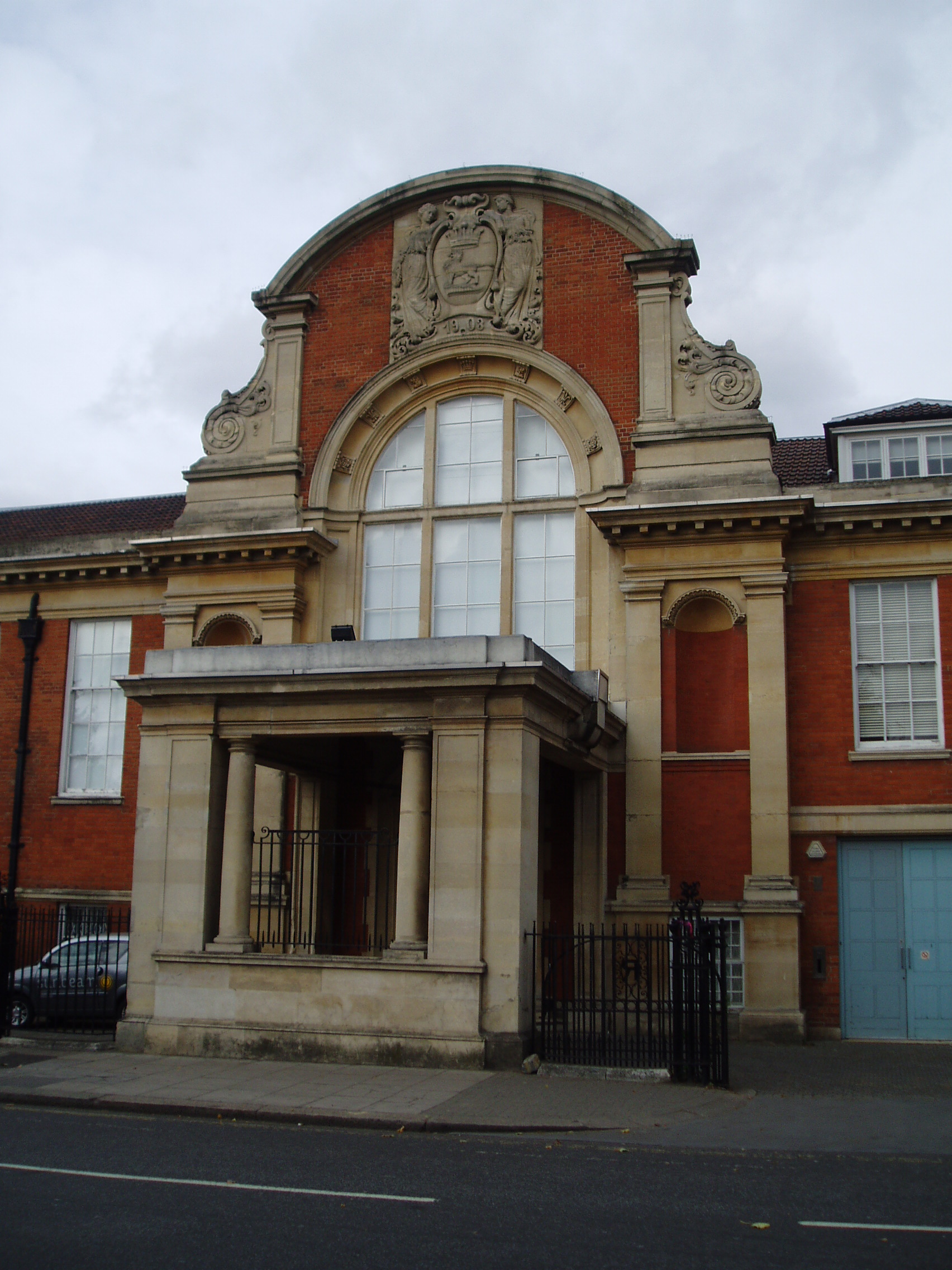
Компания «Clément-Talbot», Северный Кенсингтон, с личным гербом графа

В 1903 году граф Шрусбери основал общество «Clément-Talbot Limited». Он построил для него в Соединённом королевстве первый автомобильный завод в Лондоне (Северный Кенсингтон) с его собственным гербом, расположенным высоко над входом ва здание администрации. Совместно с Адольфом Клеман-Байяром в качестве его «инженера» он начал импортировать популярные французские автомобили Клеман-Байяр в Великобританию.
В ноябре 1912 года на автодроме в Бруклендсе автомобиль лорда Шрусбери (25,6 лошадиных сил), ведомый Перси Ламбертом, достиг скорости 113.28 км/ч и побил многие прежние рекорды. Единственным более быстрым автомобилем на трассе Бруклендса был «Мерседес-Бенс» (84,8 лошадиных сил).

## Военная служба
Во время Первой Мировой войны граф Шрусбери служил исключительно дома, в Великобритании. Он был майором в армейской ремонтной службе с 1914 по 1915 год и майором королевских уэльских фузилёров с 1916 по 1917 год. В январе 1915 года его единственный сын, виконт Ингестре, служивший в королевской коронной гвардии в казармах Риджентс-Парка, скончался в Лондоне от вспыхнувшей после гриппа пневмонии.

## Смерть
Чарльз Четвинд-Толбот, 20-й граф Шрусбери, скончался в мае 1921 года в возрасте 60 лет и был похоронен в приходской церкви Ингестре. Его титулы и поместья унаследовал его внук, Джон Четвинд-Толбот, 21-й граф Шрусбери (1914—1980).